# 夸西亚
夸西亚（法語：Coisia，法語發音：[kwazja]）是法国汝拉省的一个旧市镇，属于隆斯勒索涅区。2017年，夸西亚与市镇图瓦雷特合并为新市镇图瓦雷特-夸西亚。

## 地理
夸西亚（46°18'20"N, 5°34'51"E）面积6.73 平方千米，位于法国勃艮第-弗朗什-孔泰大區汝拉省，该省份为法国东部内陆省份，北起上索恩省，西北接科多尔省，西临索恩-卢瓦尔省，南至安省，东与杜省和瑞士接壤。
与夸西亚接壤的市镇（或旧市镇、城区）包括：多尔唐、马塔弗隆-格朗日、萨莫尼亚、孔德、科尔诺、瓦卢斯河畔拉旺、图瓦雷特、韦斯克勒。
夸西亚的时区为UTC+01:00、UTC+02:00（夏令时）。

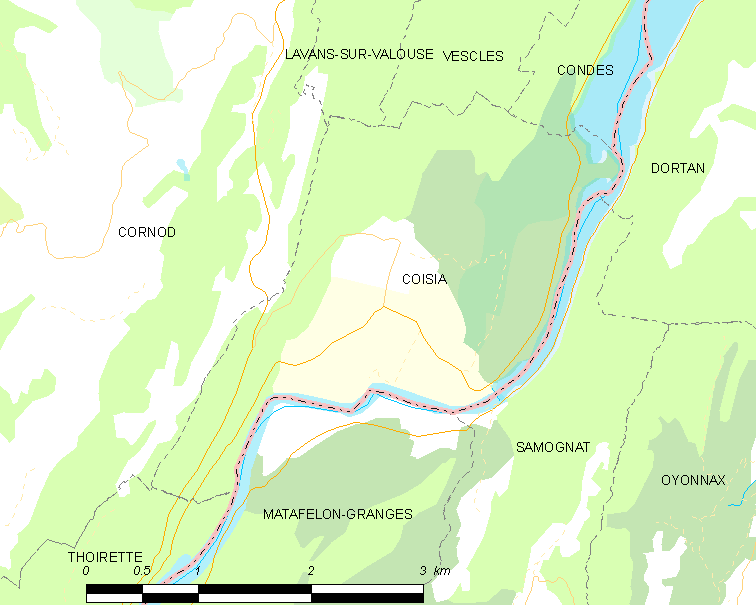
夸西亚的OSM定位图

## 行政
夸西亚的邮政编码为39240，INSEE市镇编码为39158。

## 政治
夸西亚所属的省级选区为穆瓦朗昂蒙塔涅县。

## 人口

1962-2008年间夸西亚人口变化图示

夸西亚于2018年1月1日时的人口数量为177人。